# چهره به چهره (فیلم ۱۹۷۶)
چهره به چهره (به سوئدی: Ansikte mot ansikte) فیلمی سوئدی در ژانر درام و فانتزی به کارگردانی اینگمار برگمان است که در سال ۱۹۷۶ منتشر شد. این فیلم در سایت imdb توانسته نمره‌ی ۷/۵ را کسب کند.

## خلاصه داستان
دکتر روان‌شناس، «ینی ایزاکسون» (اولمان) اسباب‌کشی دارد. شوهرش، «اریک» (لیندبرگ) برای کار به آمریکا سفر کرده و دختر چهارده ساله‌شان، «آنا» در اردوی تابستانی است؛ برای همین هم «ینی» تا آماده شدن خانه جدید پیش پدربزرگ «بیورنستراند» و مادربزرگش (توبه هنریکسون) می‌رود. در یک مهمانی با دکتر «توماس یاکوبی» (یوزفسون)، برادرخوانده یکی از بیمارانش («ماریا» / سیلوان)، آشنا می‌شود و با هم شام می‌خورند، ولی «ینی» از رفتار «دکتر یاکوبی» رنجیده می‌شود و می‌رود. سپس به‌طور مرموزی به خانه قدیمی‌شان دعوت می‌شود و در آنجا با «ماریا» (که از بیمارستان فرار کرده و نشئه مواد مخدر است) و دو مرد روبه‌رو می‌شود. یکی از مردان برای هتک حرمت به او حمله می‌کند؛ «ینی» با درک این نکته که این ماجرا برایش چندان ناخوشایند هم نبوده، برآشفته می‌شود و به تنهائی‌اش پی می‌برد. خاطرات دوران کودکی‌اش به او هجوم می‌آورند و در کابوس‌هایش با «مادربزرگ» (که زمانی از سختگیری و بداخمی‌اش می‌ترسید)، «پدربزرگ» (که هیچ‌وقت «ینی» به ترس او از مرگ توجهی نکرده)، پدر و مادرش (که پیش از آنکه بتواند با آنان ارتباط برقرار کند، در یک سانحه رانندگی کشته شده‌اند)، و بیمارانی که نتوانسته کمک‌شان کند، روبه‌رو می‌شود. سپس دست به خودکشی می‌زند اما با مراقبت «توماس» سلامتی‌اش را به دست می‌آورد، و از سرخوردگی‌های خودش برایش می‌گوید. «ینی» به «آنا» اطمینان می‌دهد که دیگر خودکشی نخواهد کرد، ولی متوجه شکاف عمیقی می‌شود که میان او و دخترش فاصله انداخته‌است. در خانه، با تماشای مراقبت دل‌سوزانه «مادر بزرگ» از «پدر بزرگِ» در حال مرگ، «ینی» حس می‌کند دوباره با زندگی آشتی کرده‌است.

## دربارهٔ فیلم
این بار نماهای نزدیک نیکویست به درون آدم متعادلی که همه چیز را قانون‌مند و کنترل‌پذیر می‌پندارد، رسوخ کرده‌است؛ آدمی که پس از چهره به چهره شدن با خودِ واقعی‌اش و دریافت آن که احساسات و عواطف به زنجیر کشیده‌اش در نهایت از زیر نقاب بی‌تفاوتی بیرون می‌زند، رو به ویرانی می‌رود و این همه مایه‌های همیشگی یک اثر برگمان‌ی را دربارهٔ شکست خوردن آدمی از خودش، فراهم آورده‌است. در اصل مجموعه‌ای چهار قسمتی برای تلویزیون سوئد بوده‌است.